# Octomeria praestans
Octomeria praestans là một loài lan đặc hữu của miền nam và đông nam Brasil.

## Hình ảnh

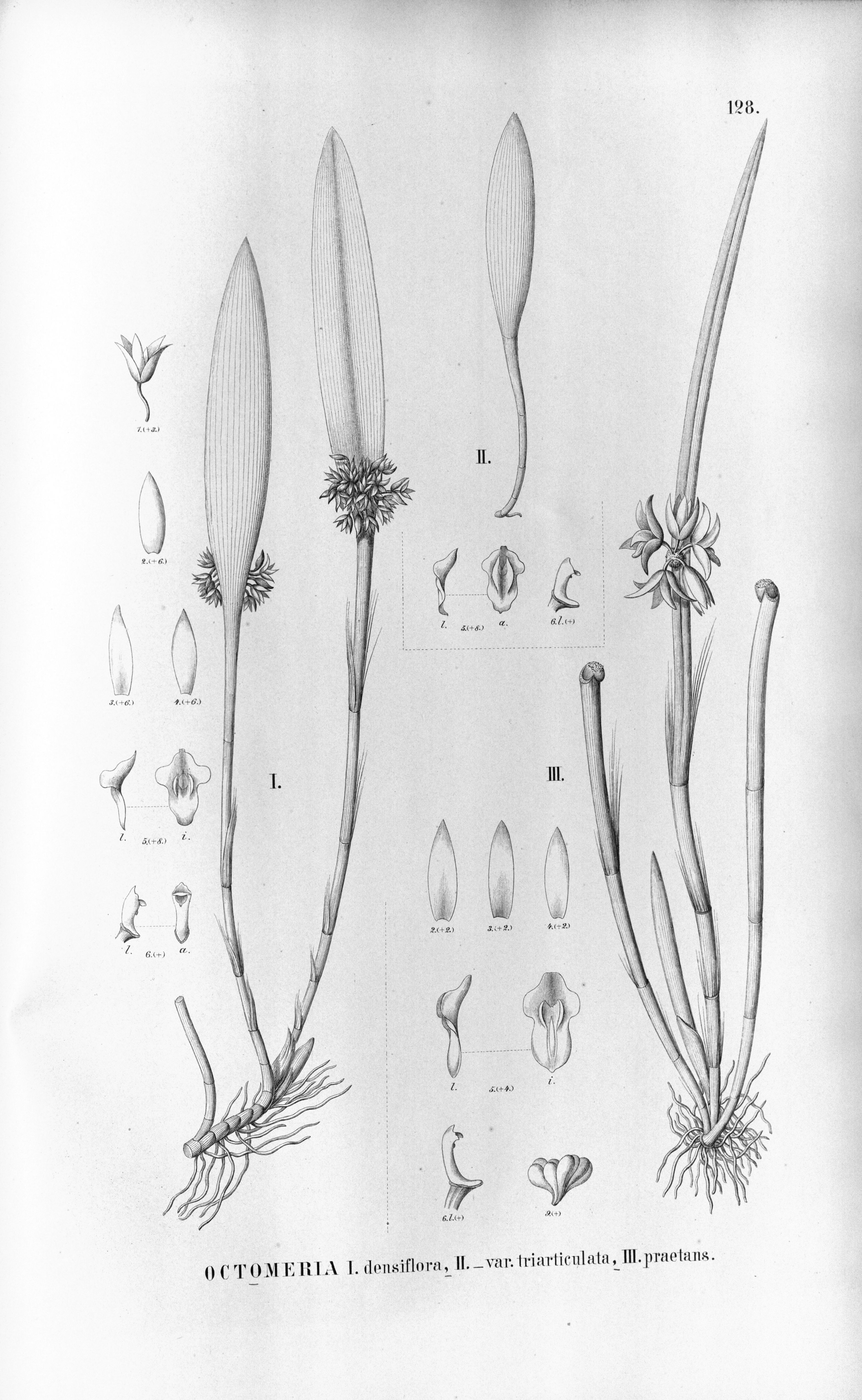